# Deckenfresko im Französischen Pavillon des Dresdner Zwingers
Das Deckenfresko im Französischen Pavillon des Dresdner Zwingers wurde von dem Maler Heinrich Christoph Fehling im Jahre 1717 geschaffen. Bei den Luftangriffen auf Dresden wurden dieses zerstört.

## Geschichte
Die Deckenmalereien des Französischen Pavillons und des Mathematischen Pavillons hatten in Dresden einen Vorgänger. Dieses war das Deckengemälde im Obergeschoss des Palais im Großen Garten, das von Samuel Bottschildt mit seinem Neffen, Schüler und späteren Nachfolger, Heinrich Christoph Fehling geschaffen wurde. Das Fresko zeigte die Apotheose von Augusts Vater, des Kurfürsten Johann Georg III. Das Thema war auch hier die Apotheose: Die „Apotheose August des Starken und der Kurfürstin Eberhardine“: Die Huldigung für August den Starken und seine Gemahlin Christiane Eberhardine, mit den Medaillons des Kurfürsten-Paares in der Längsachse des Mittelsaals. Ein „ganzer Wirbel von Göttern und Genien bewegte sich über diesen Darstellungen und schloss die Decke zu einer festlichen Apotheose zusammen“.

## Beschreibung

### Hauptraum
Die Huldigung an August den Starken wird unten dargestellt. Links oben die Allegorie auf die Jahreszeiten. Rechts oben die Allegorie auf die Musik. In der Mitte, Krönung des königlichen Wappens durch Herkules.

#### Huldigung an August den Starken
Das Porträtmedaillon Augusts des Starken steht im Zentrum. Ein Genius weist auf August hin. Unterhalb des Medaillons ist ein in Grisaille-Manier gemaltes antikes Reliefs zu sehen; eine Kopie eines Reliefs, das um 1550 dem Grabmal des Arberinus in Santa Maria sopra Minerva in Rom beigebracht wurde. Das Grisaille-Relief stellt Herkules dar, der den nemeischen Löwen erwürgt; damit soll auf die Stärke Augusts des Starken angespielt werden. Rechts neben dem Relief steht Hermes mit Hermesstab, womit auf die wirtschaftlichen Ambitionen des Königs hingewiesen werden soll. Rechts oben wird Chronos (Die Zeit) als Räuber der Schönheit gezeigt.

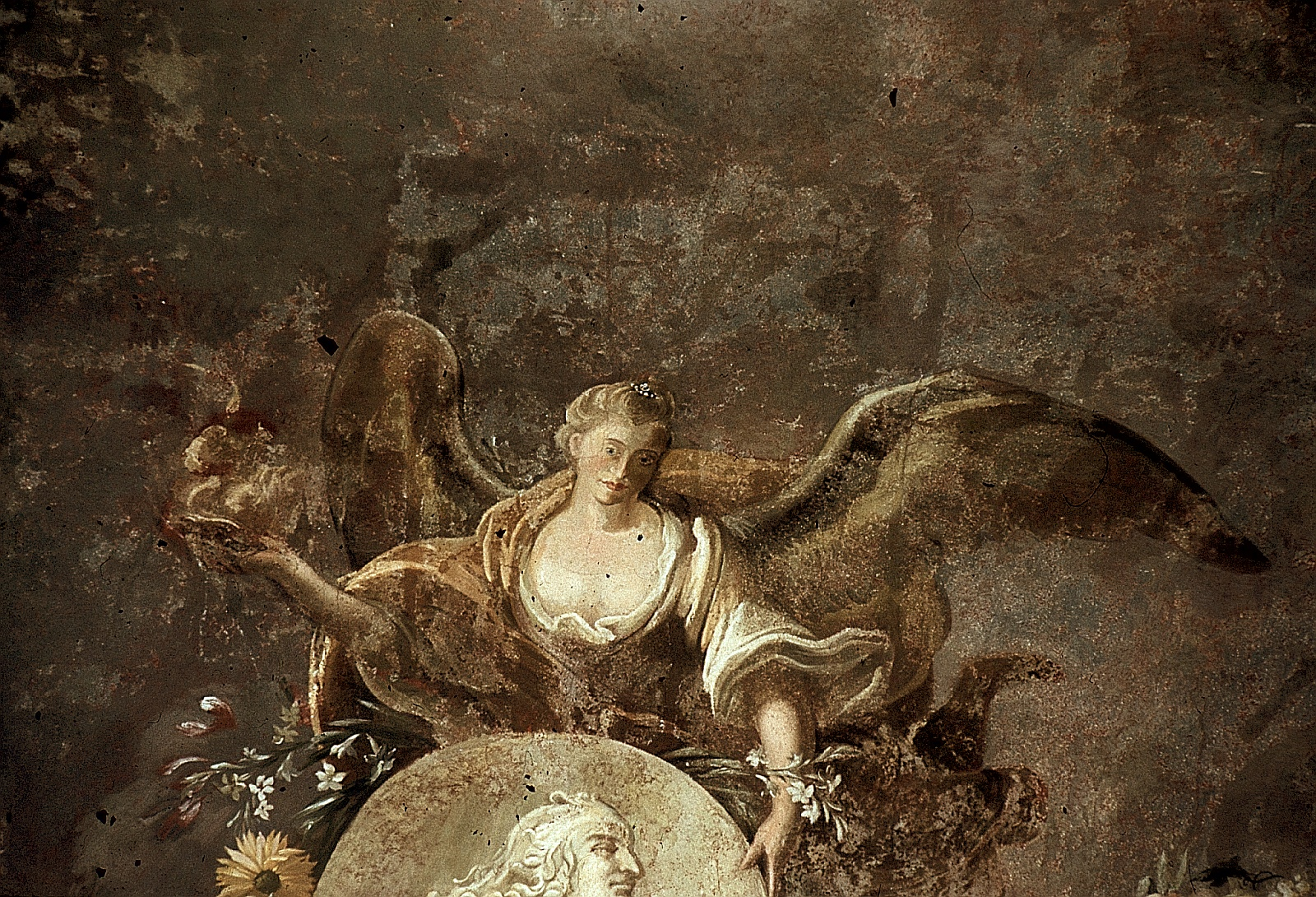
Medaillon: Genius weist auf August hin
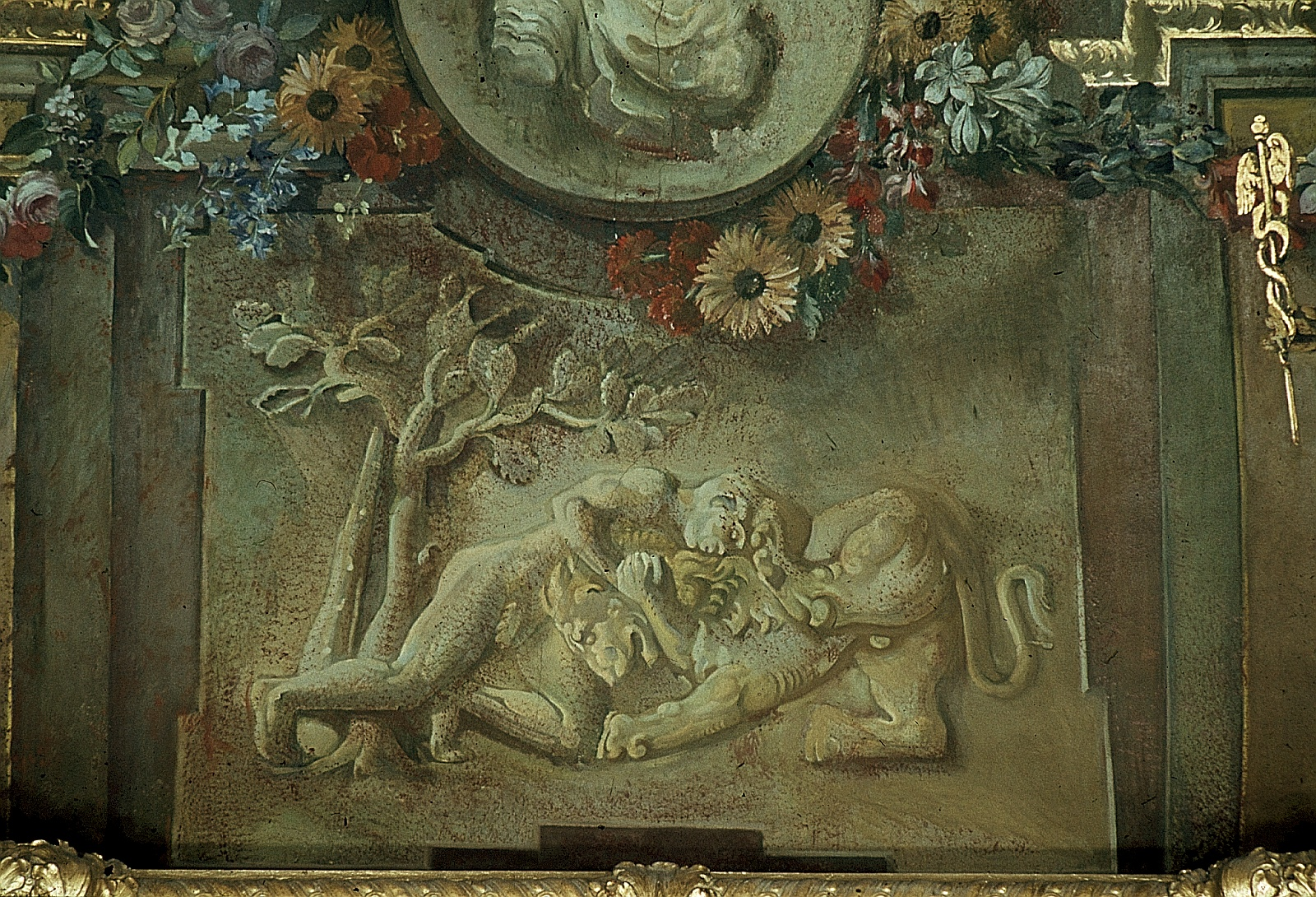
Relief: Herkules erwürgt den nemäischen Löwen
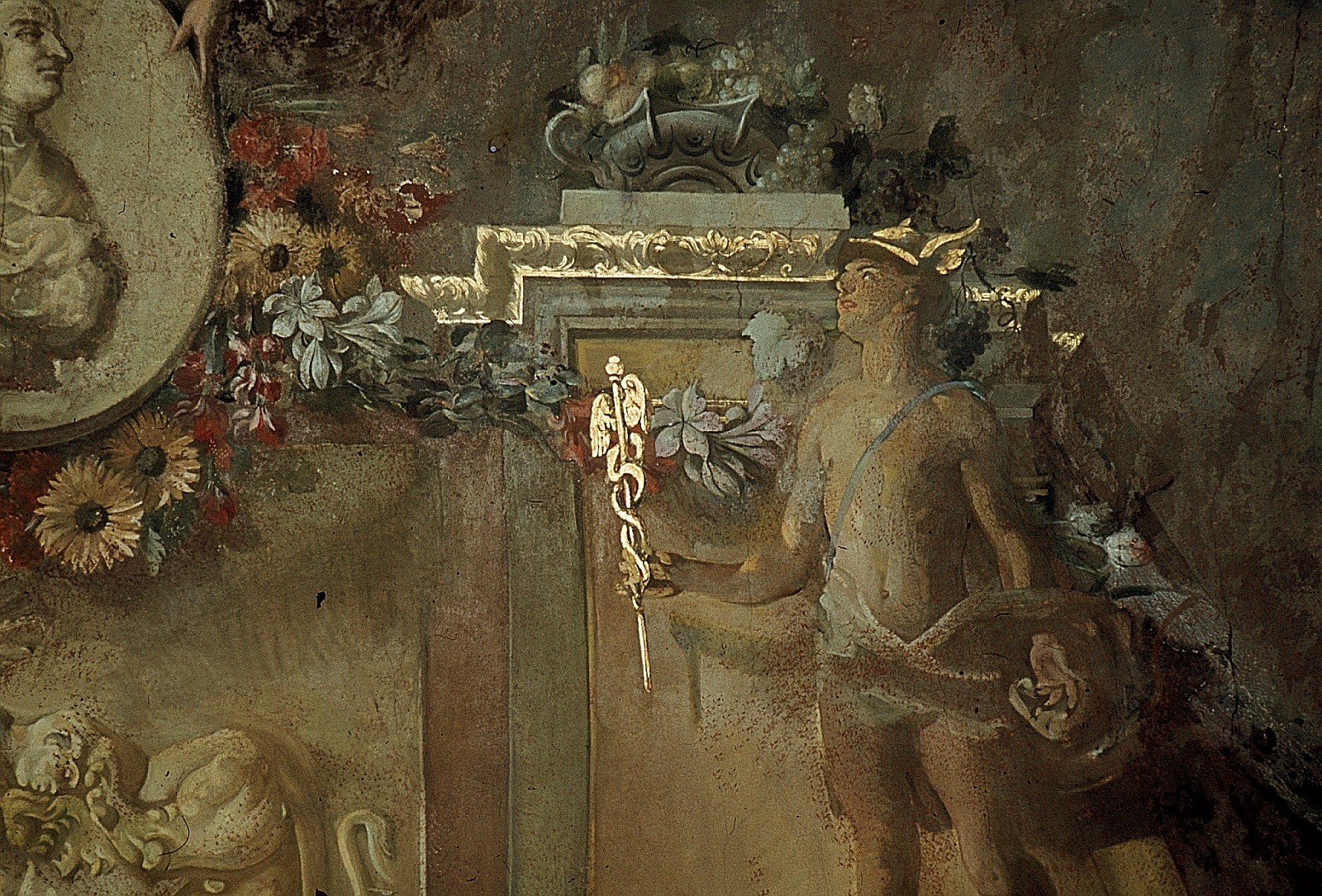
Hermes mit Hermesstab
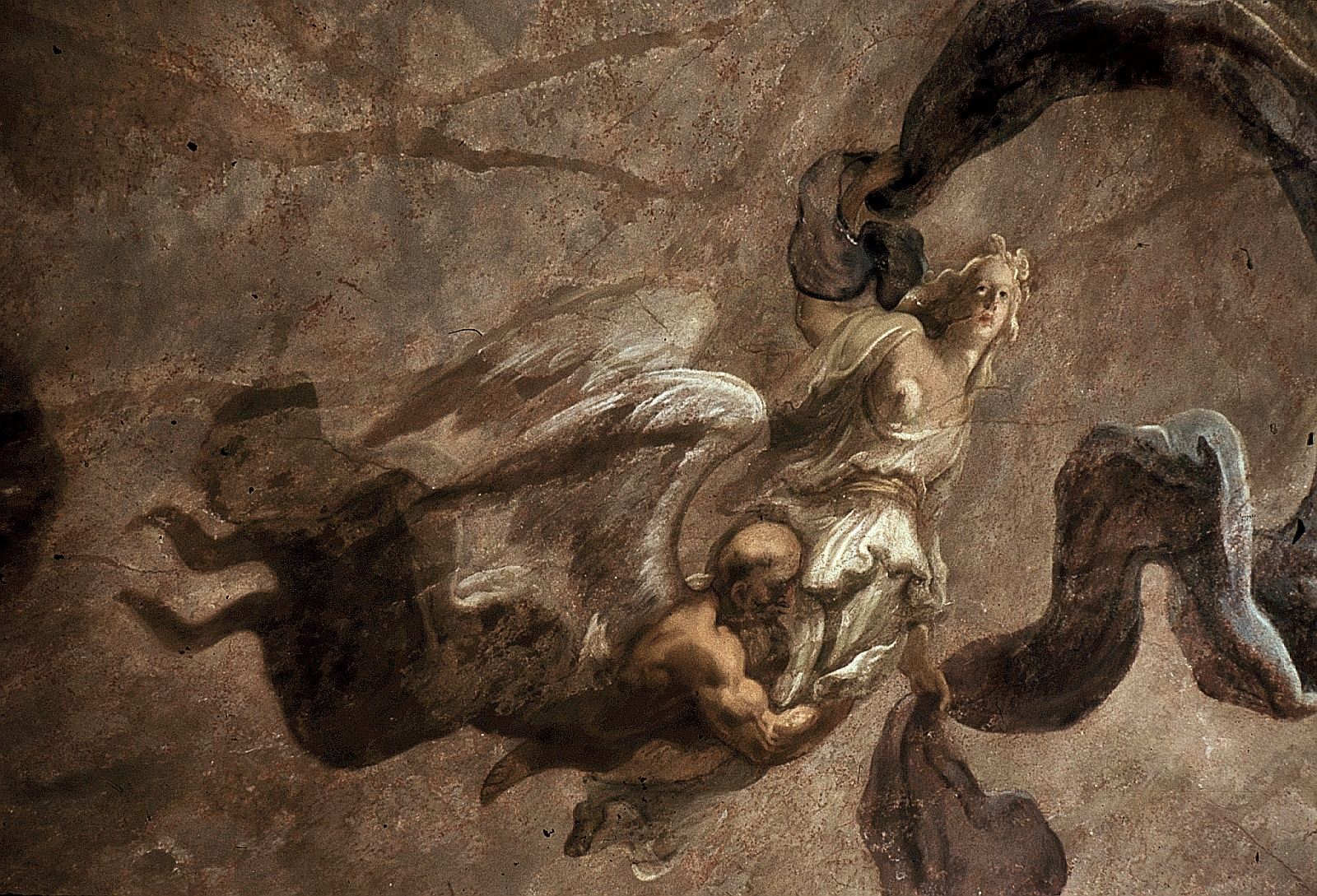
Figurengruppe: Chronos entführt Schönheit

#### Huldigung an Christiane Eberhardine
Im Zentrum steht auch hier das Porträtmedaillon der Kurfürstin Christiane Eberhardine. Das Medaillon wird von Genien bekränzt. Das Relief darunter zeigt die verlassenen Ariadne. Rechts neben dem Relief, ein Genius mit Blumen. Links oben, befinden sich eine Gruppe von Genien mit Blumenkränzen.

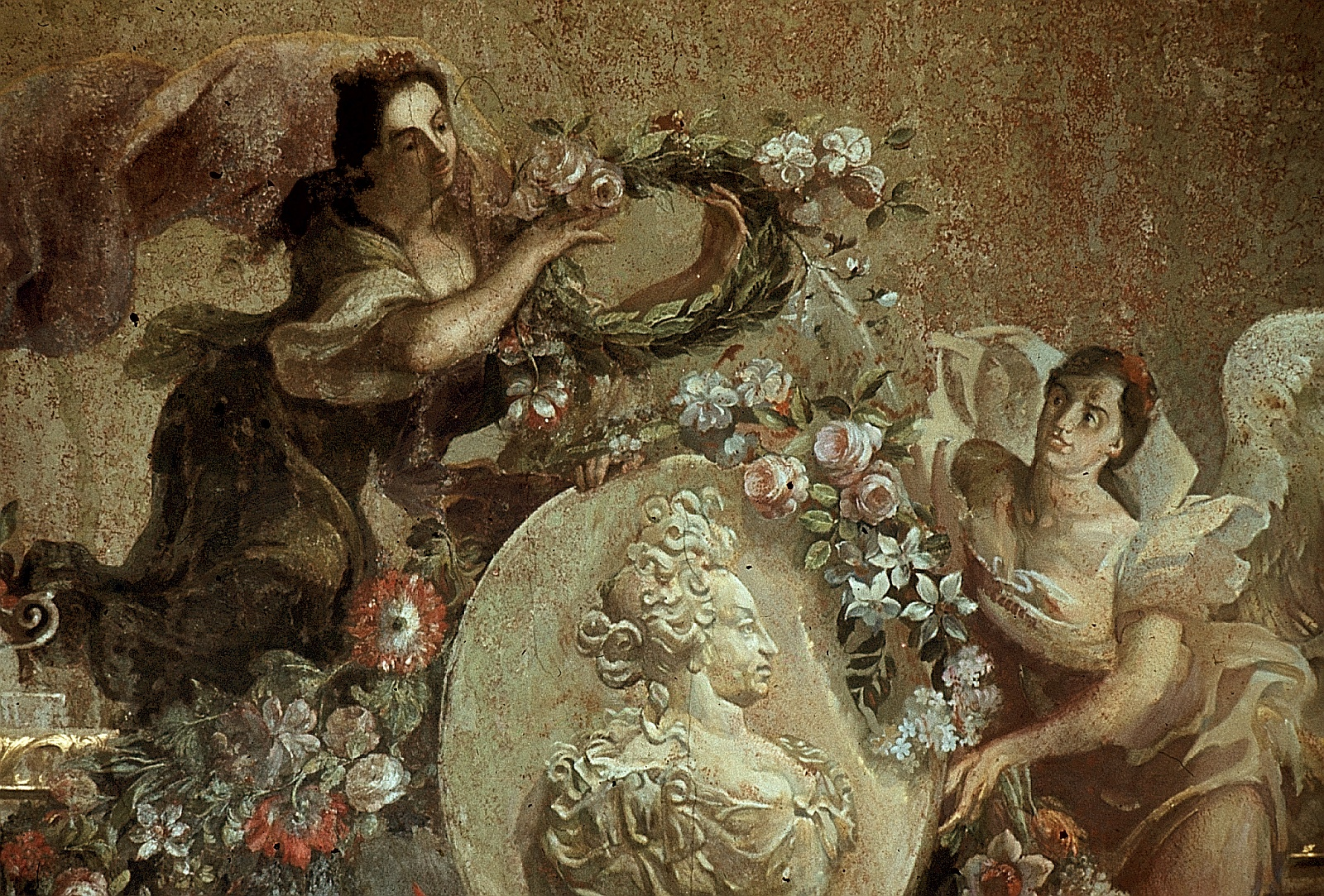
Medaillon: Genien bekränzen Eberhardine
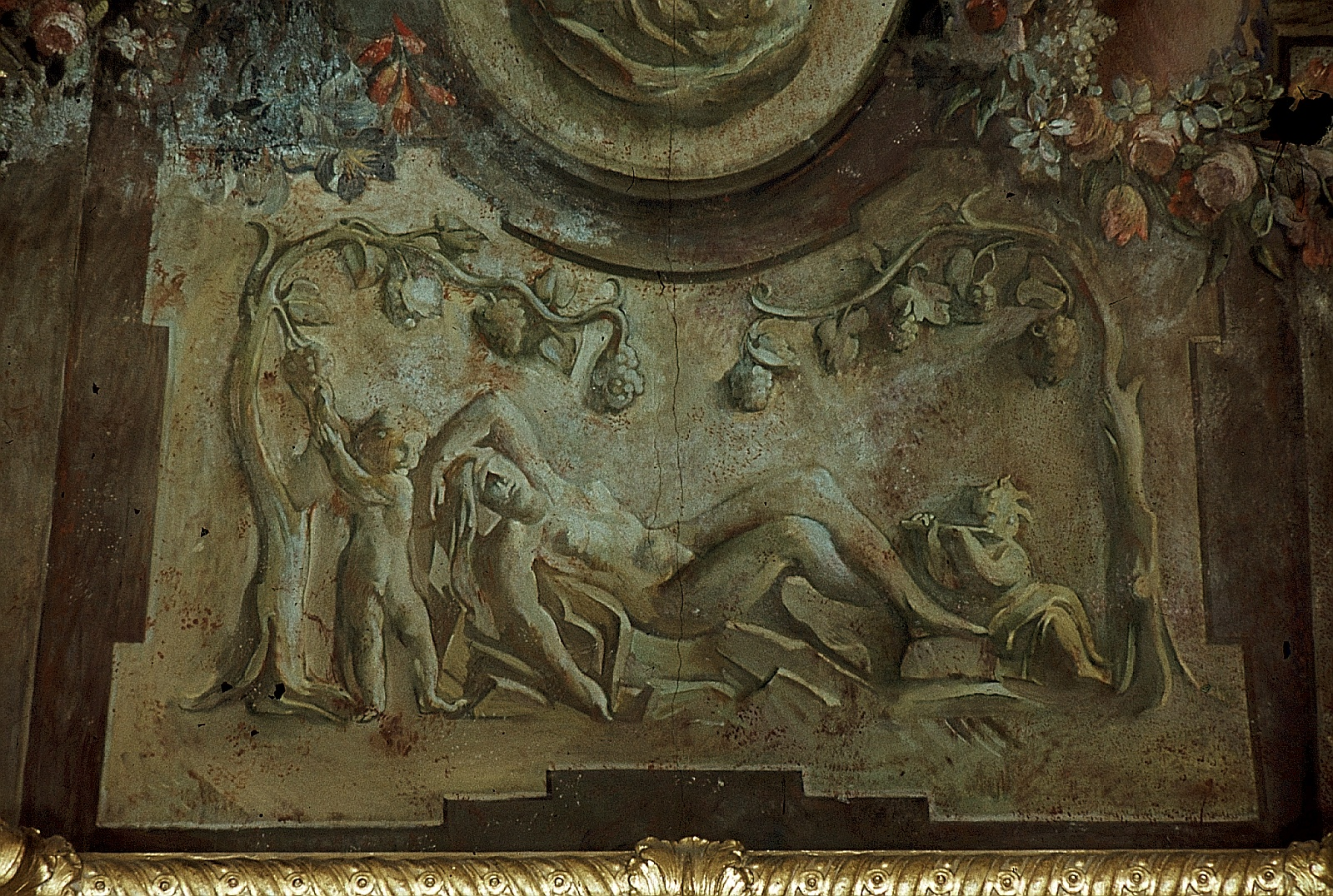
Relief: Die verlassene Ariadne
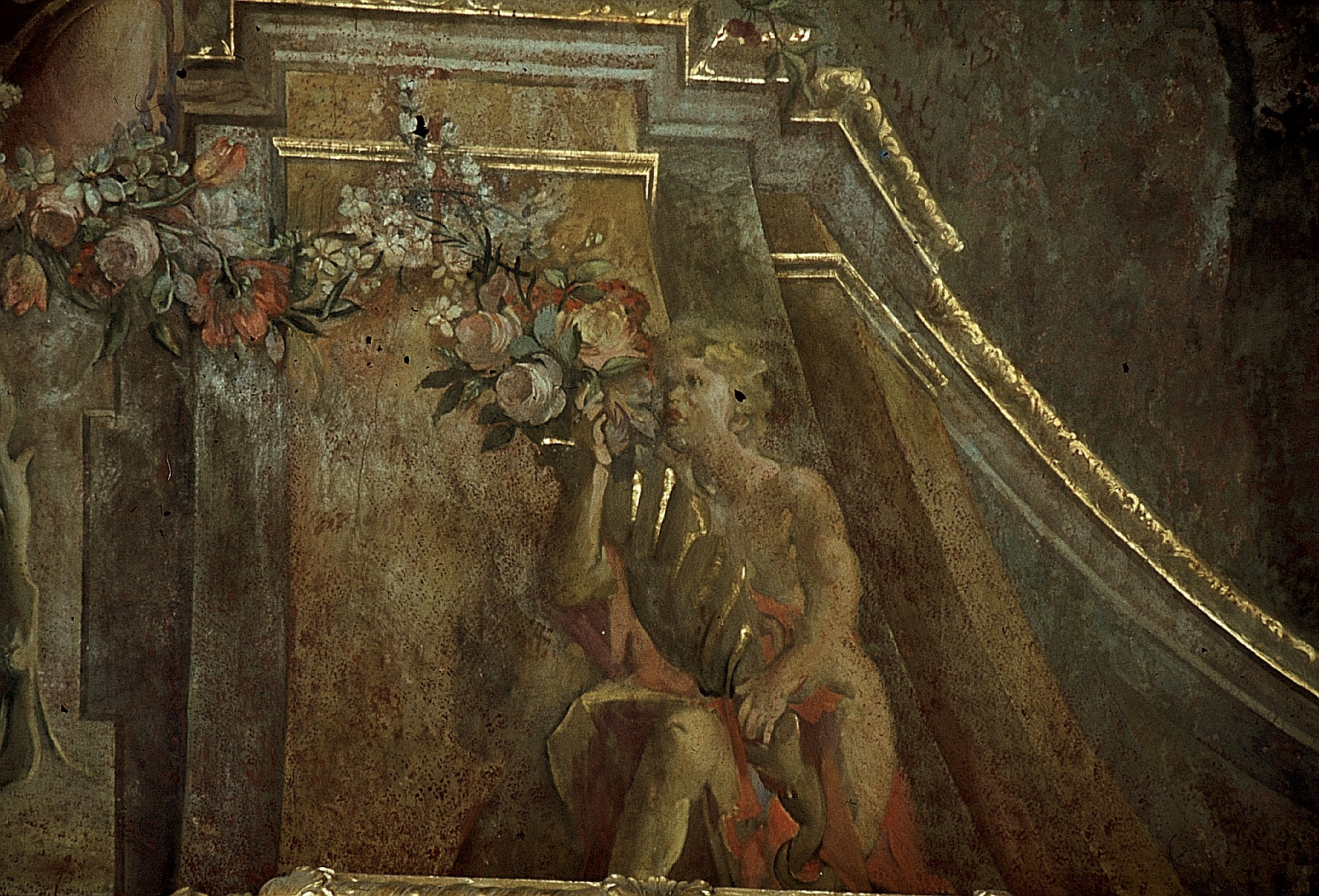
Genius mit Blumen
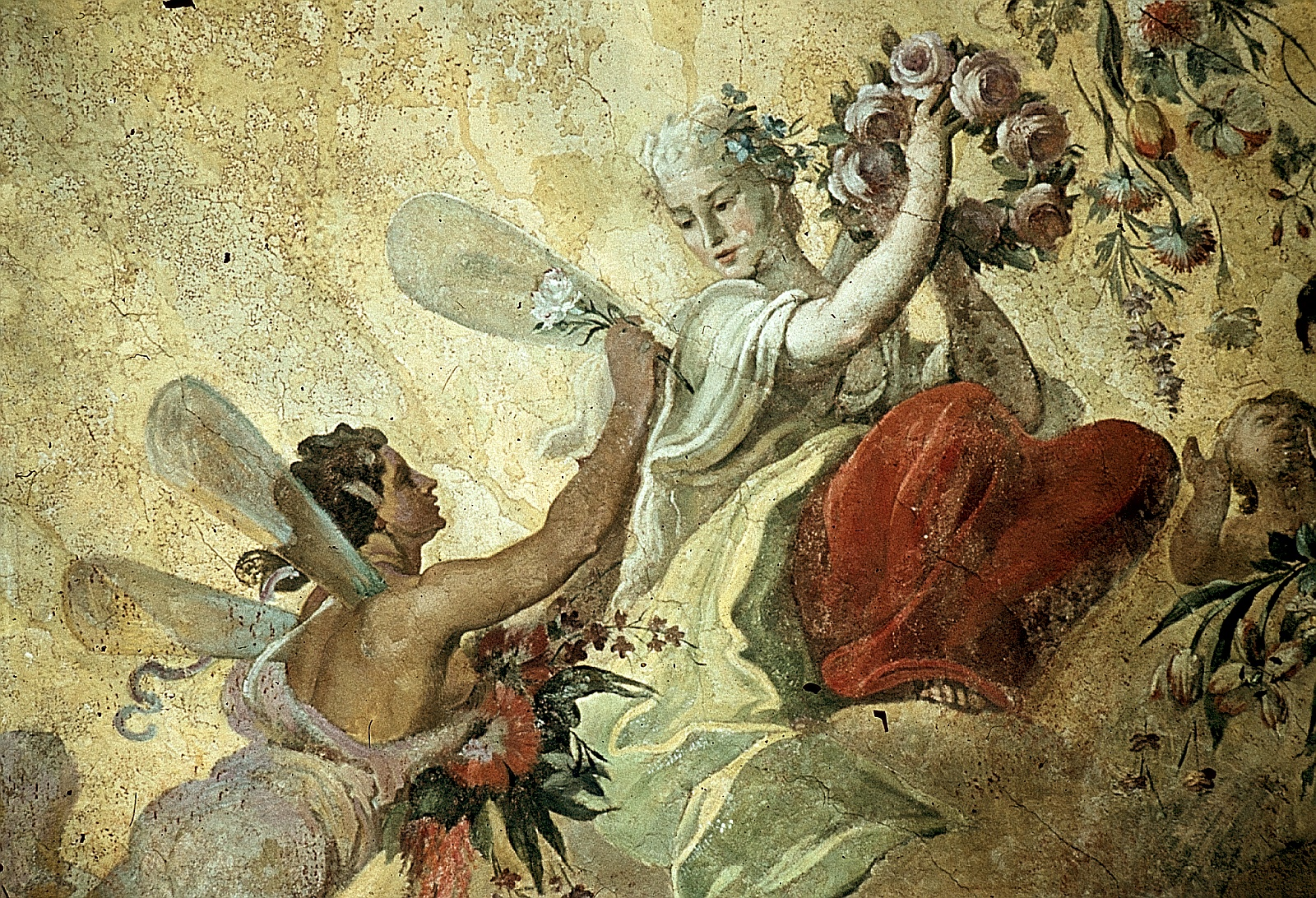
Figurengruppe: Genien mit Blumenkränzen

#### Allegorie der Jahreszeiten
Die Figurengruppe wird durch die herabschwebende Pomona (Herbst) und der Frühlingsgöttin bestimmt, die Blumen spendet (Frühling). In der Mitte befindet sich ein großes Grisaille-Relief. Darin befindet sich ein Elefantenpaar, worauf Amoretten reiten. Weiter werden drei nackte Frauen und ein kniender Mann unter einer Palme dargestellt. Der Mann soll Paris, die Frauen sollen Göttinnen sein, die um den Preis der größten Schönheit wetteifern. Neben dem Grisaille-Relief befindet sich auf der linken Seite eine betrunkene Bacchantin. Ein links anschließendes Relief zeigt ein Paar, Satyr und Nymphe, das badet. Die beiden werden durch Eros beobachtet; weiter eine Pomona mit Früchten.
Neben dem Grisaille-Relief auf der rechten Seite befindet sich ein Pan, der eine Traube in einen Becher presst, den ein am Boden liegender Bacchus hochhält (Herbst). Rechts davon schließt sich ein weiteres Relief an. Es zeigt einen knienden flehenden Satyr zwischen zwei Nymphen, die Weintrauben emporheben.

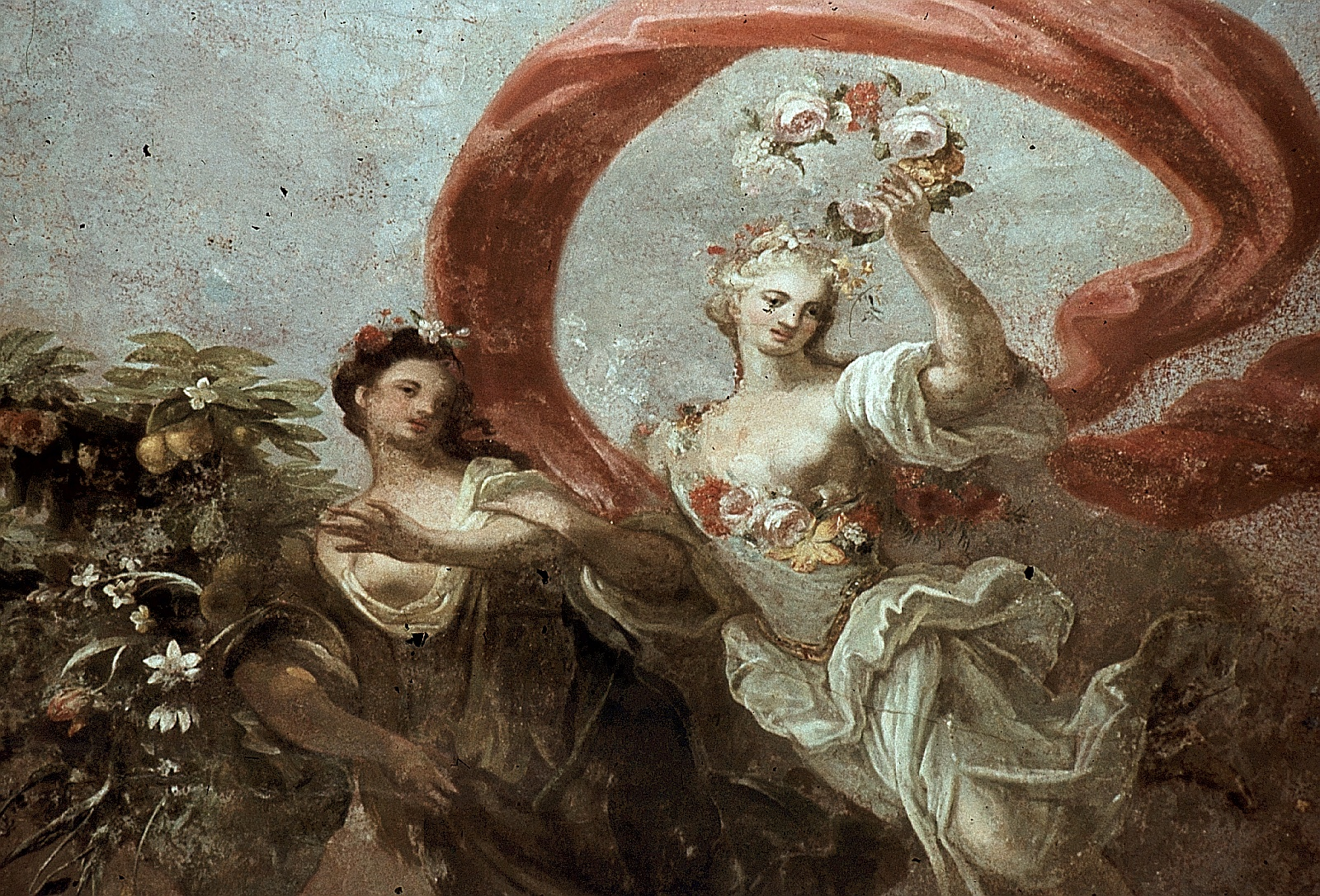
Pomona und Frühlingsgöttin, die Blumen spendet
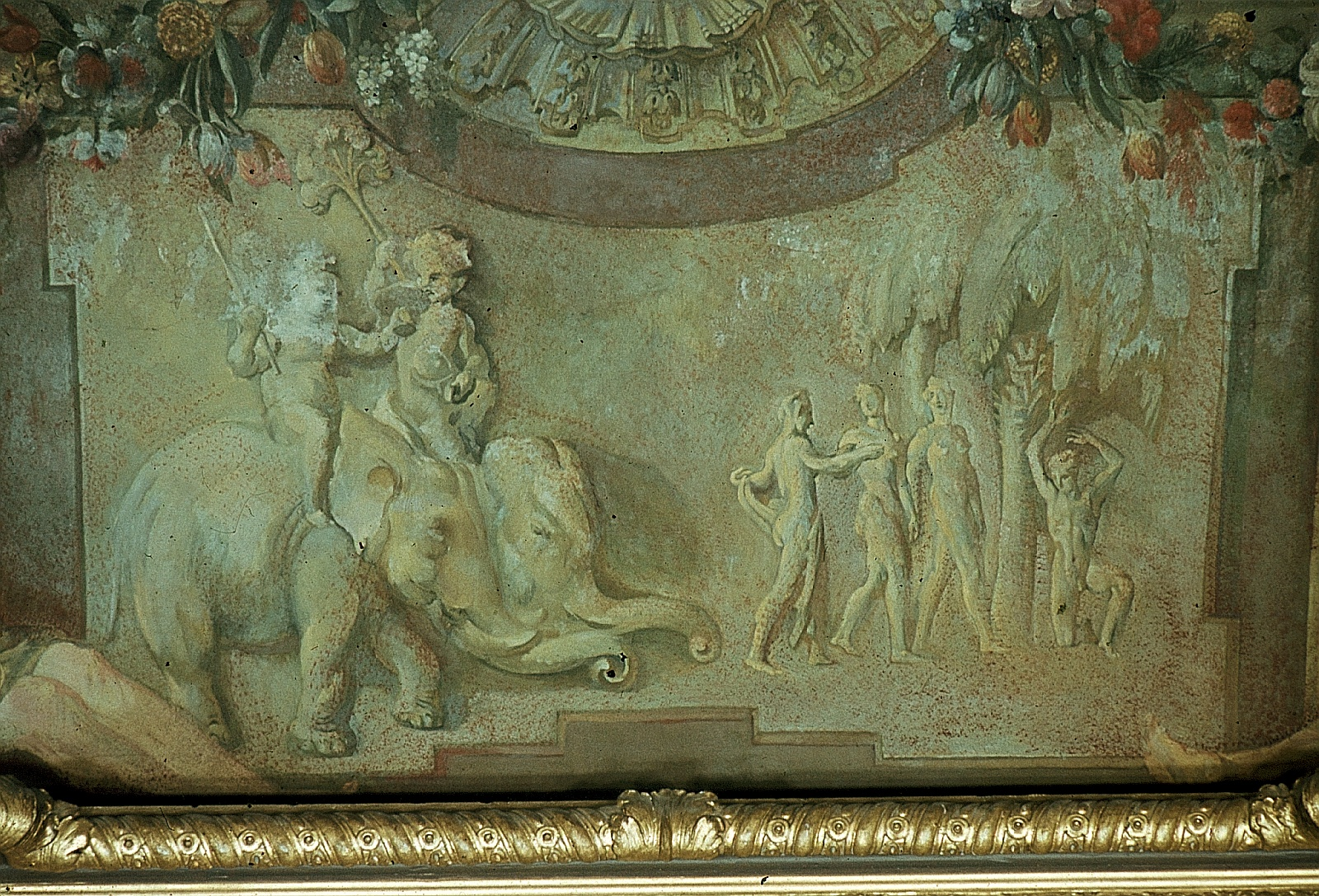
Relief: Drei nackte Frauen und einen knienden Mann unter einer Palme
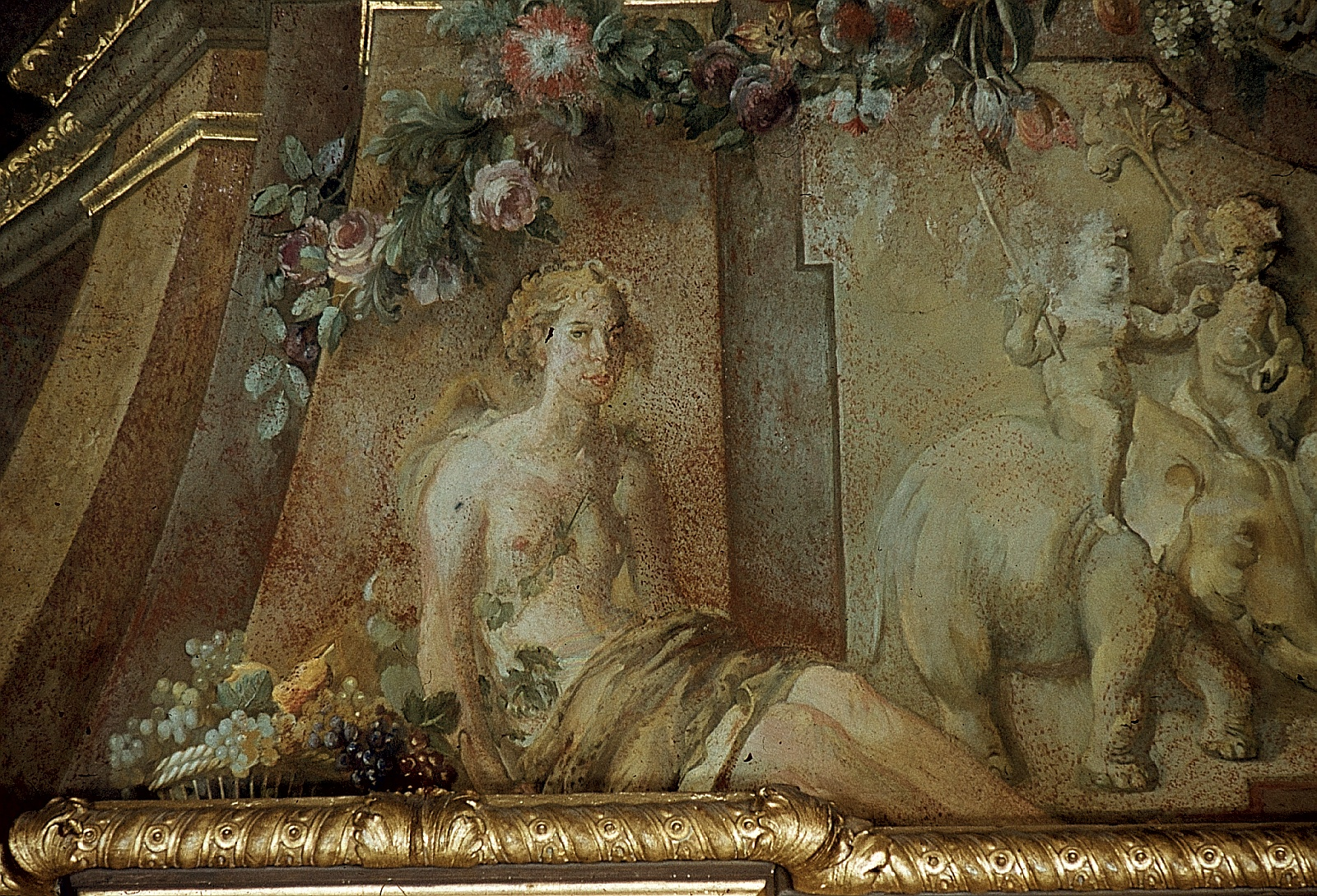
Betrunkene Bachantin
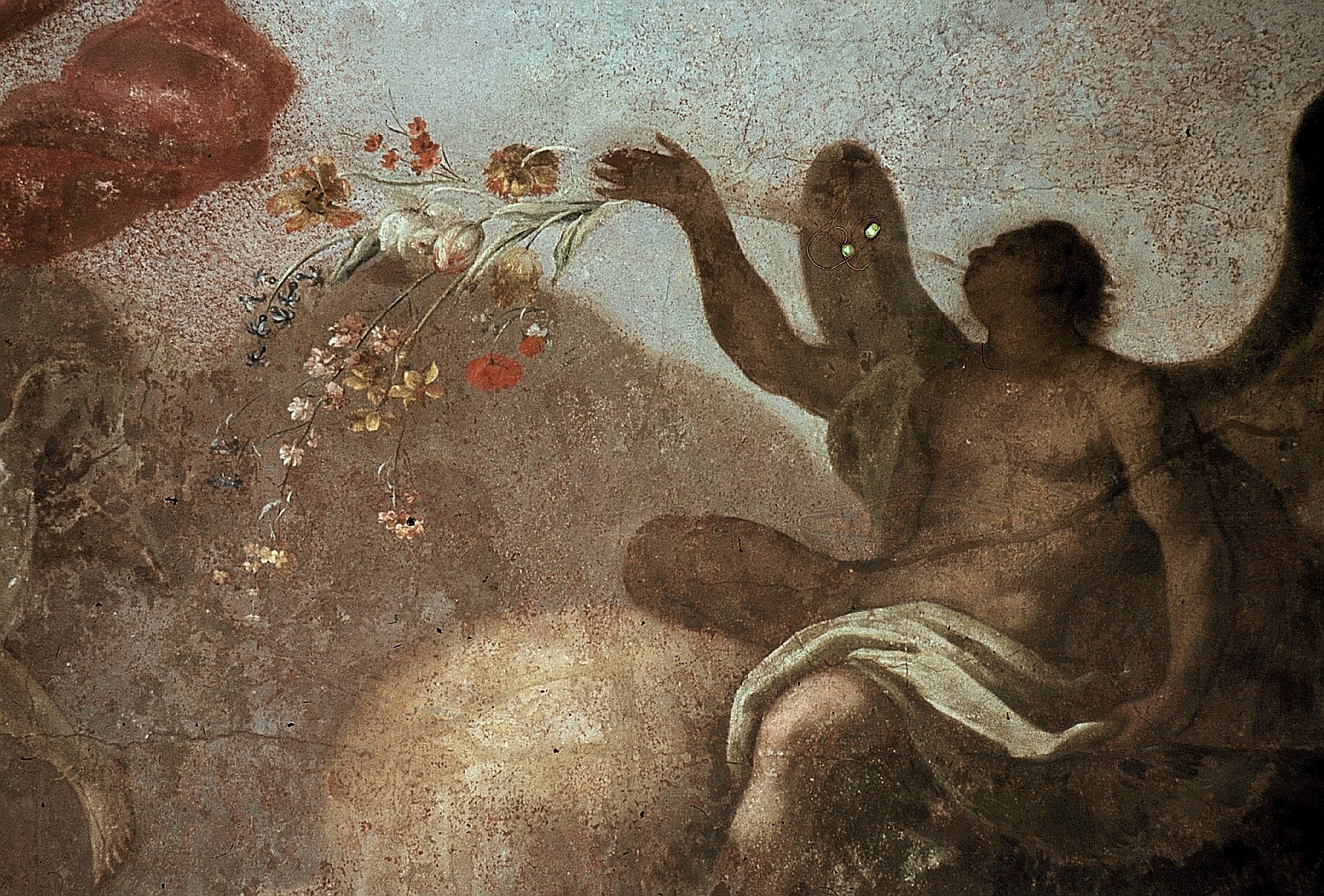
Blasender Satyr

#### Allegorie der Künste
Fehling malte eine Allegorie über die Künste, hier eine Allegorie auf die Musik in Form von Frauen, die musizieren. Sie ruhen auf einem Grisaille-Relief, das einen blasenden Satyr und tanzende Bachantinnen darstellt. Das Relief wurde nach einem antiken Relief in Madrid gemalt. Neben dem Relief liegt am Boden auf der linken Seite eine betrunkene Bachantin.

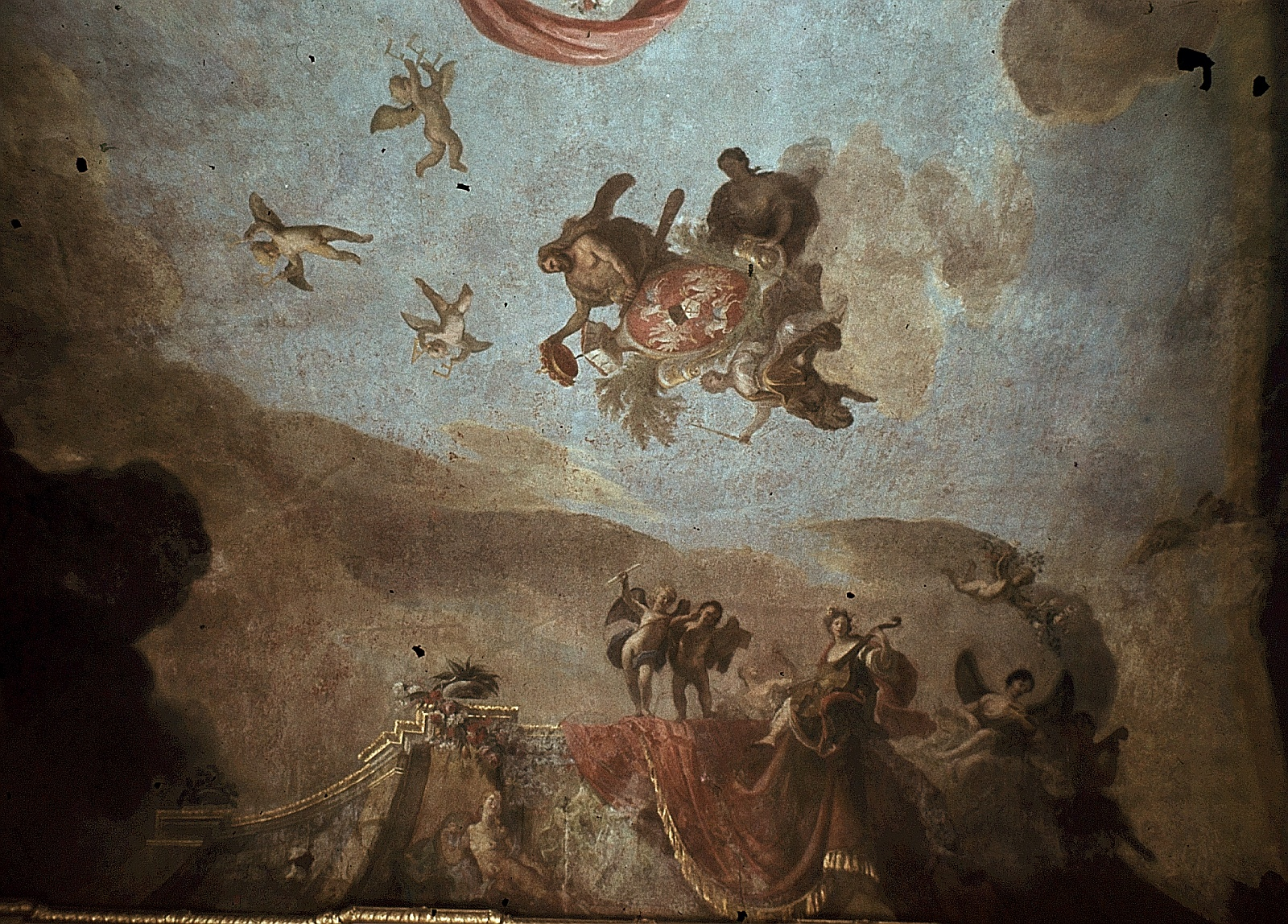
Gesamtansicht
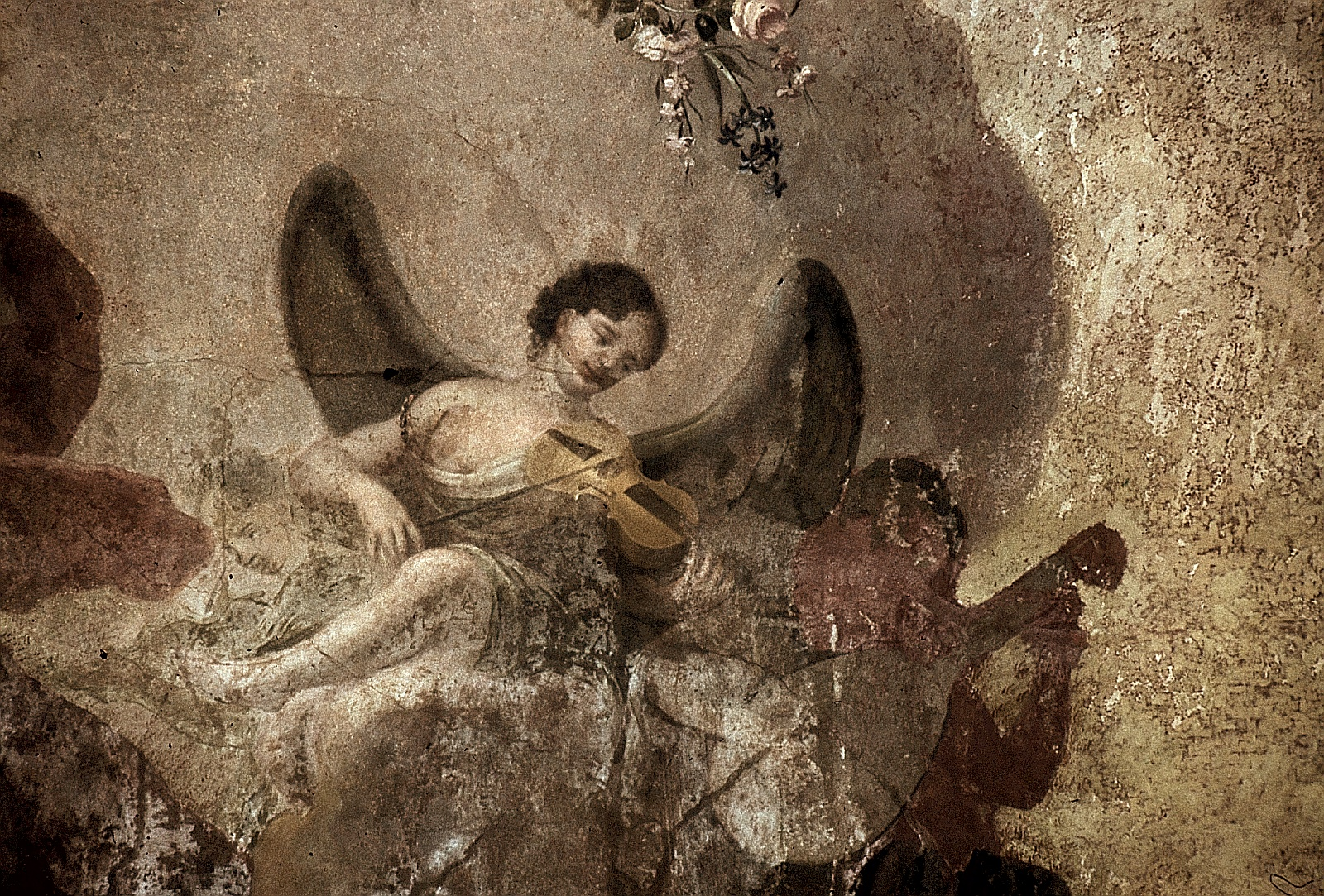
Genien mit Geige und Laute
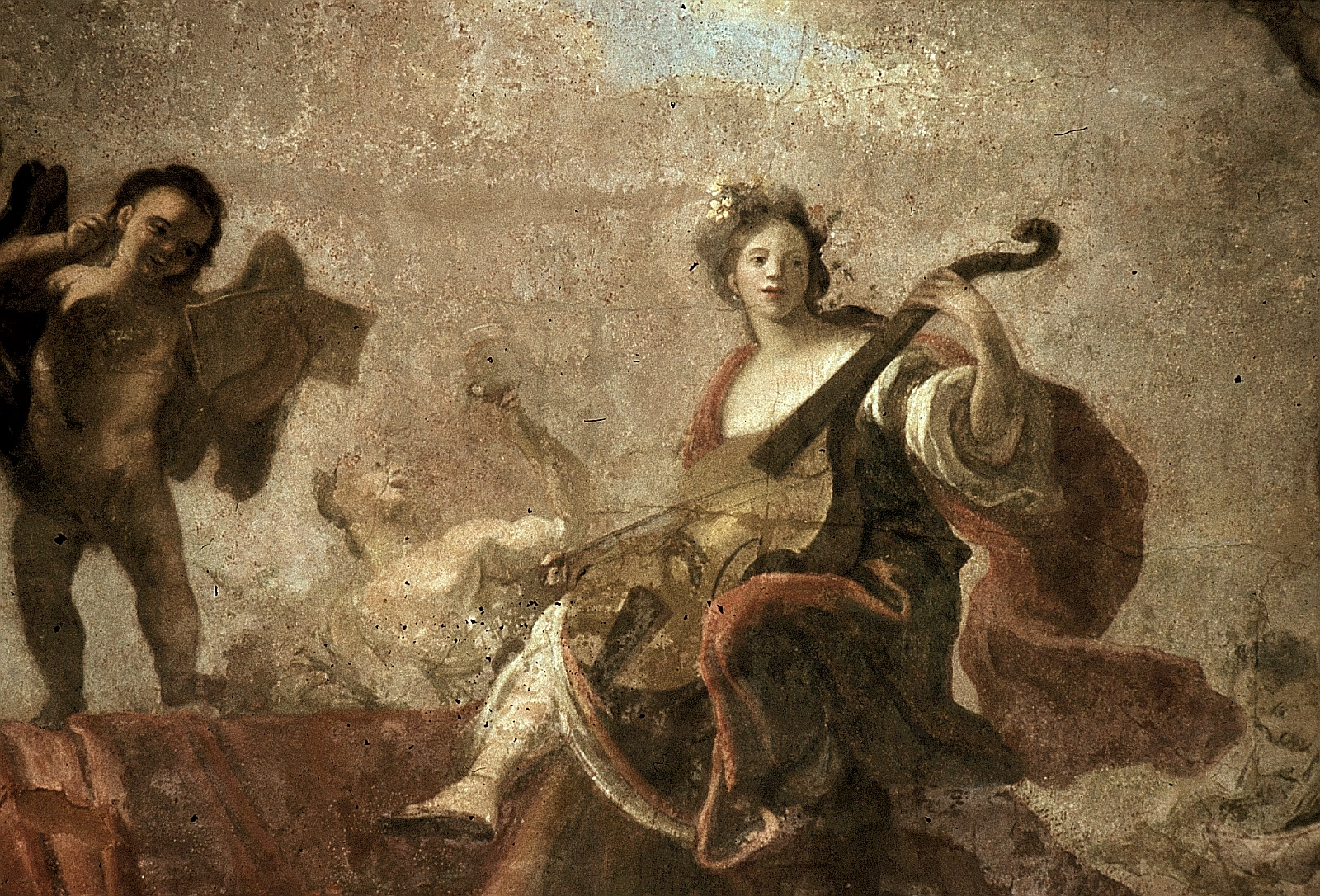
Genius mit Viola da Gamba
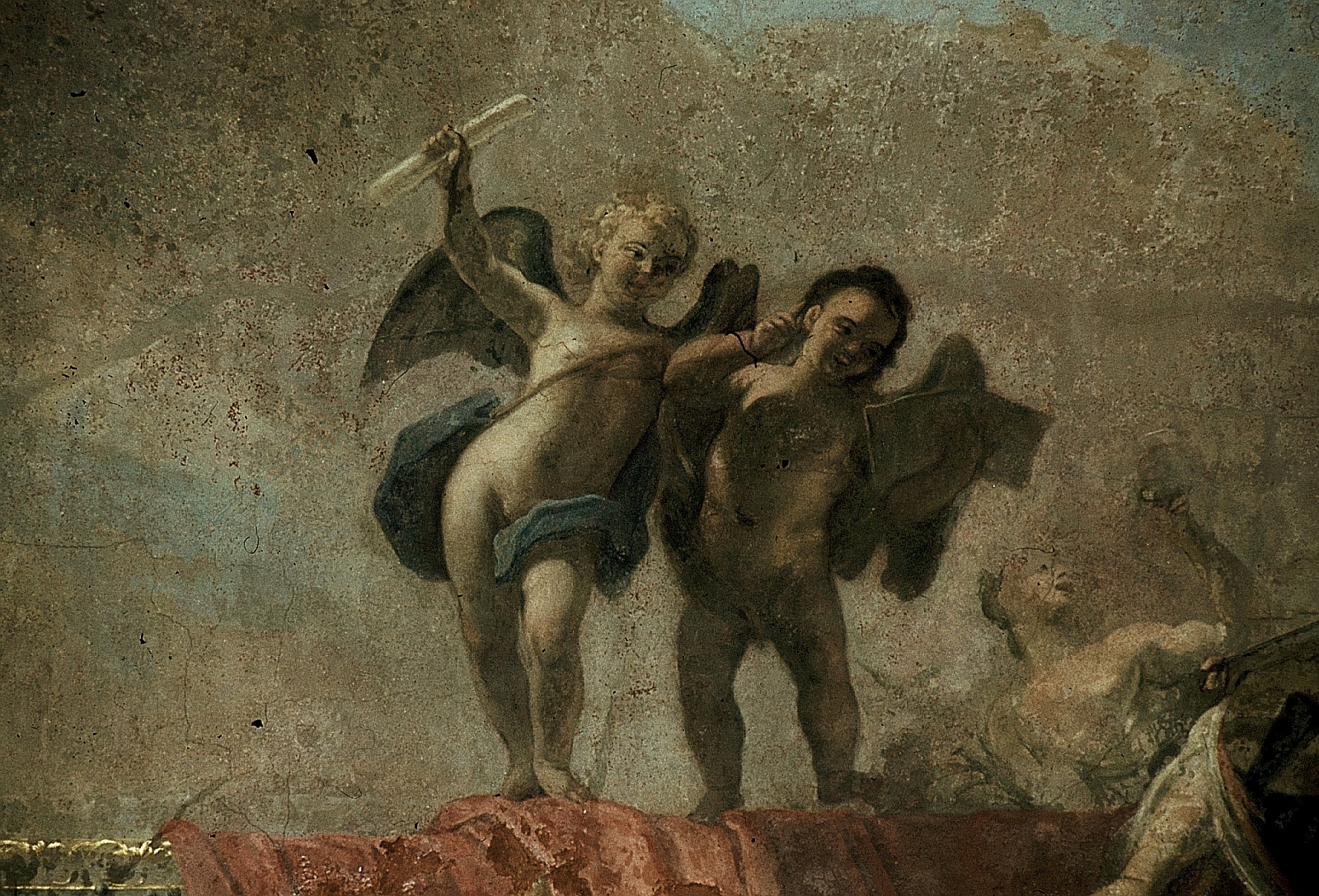
Putten mit Notenblättern

#### Krönung des sächsisch-polnische Wappens

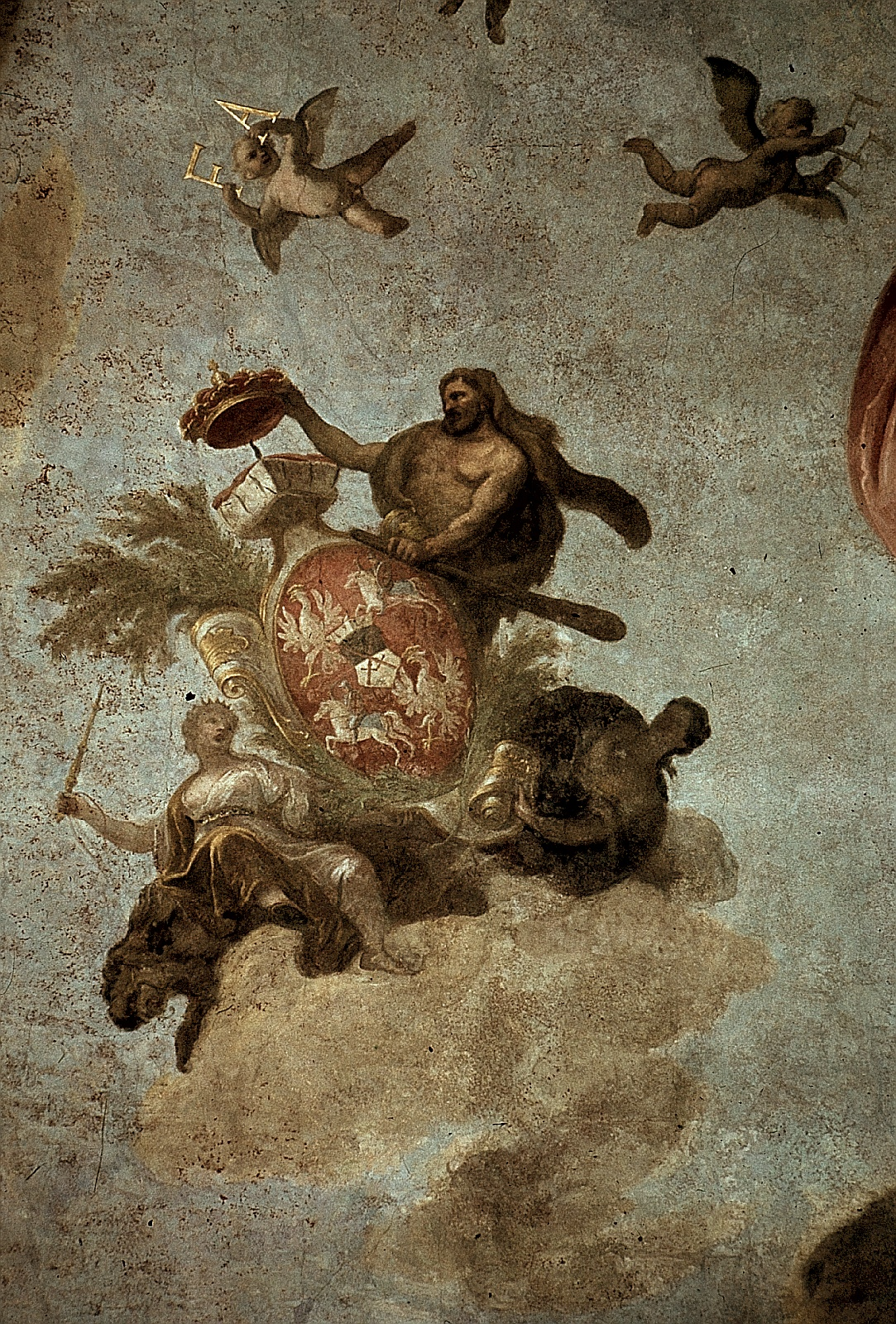
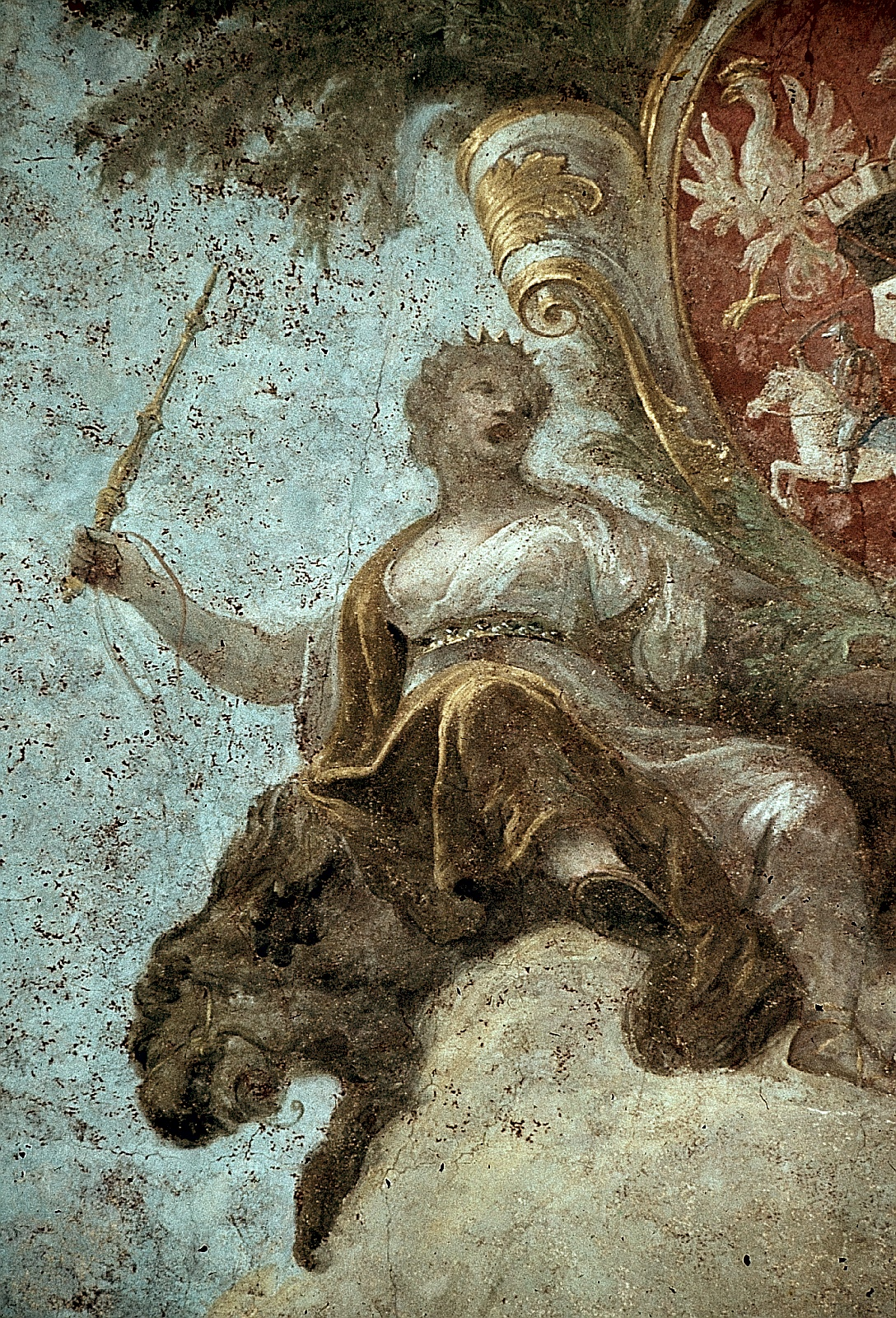
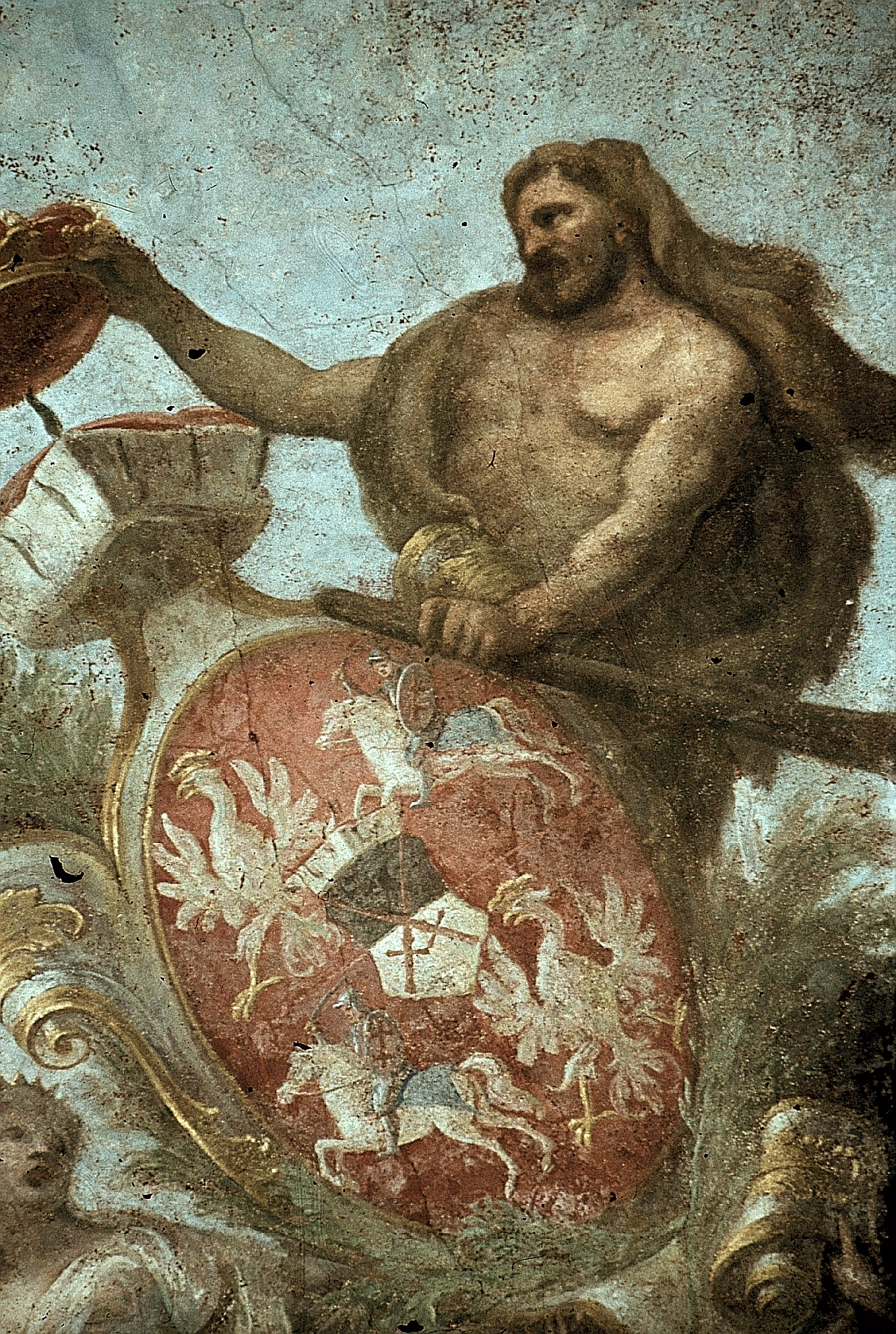
Herkules mit dem sächsisch-polnischen Wappen
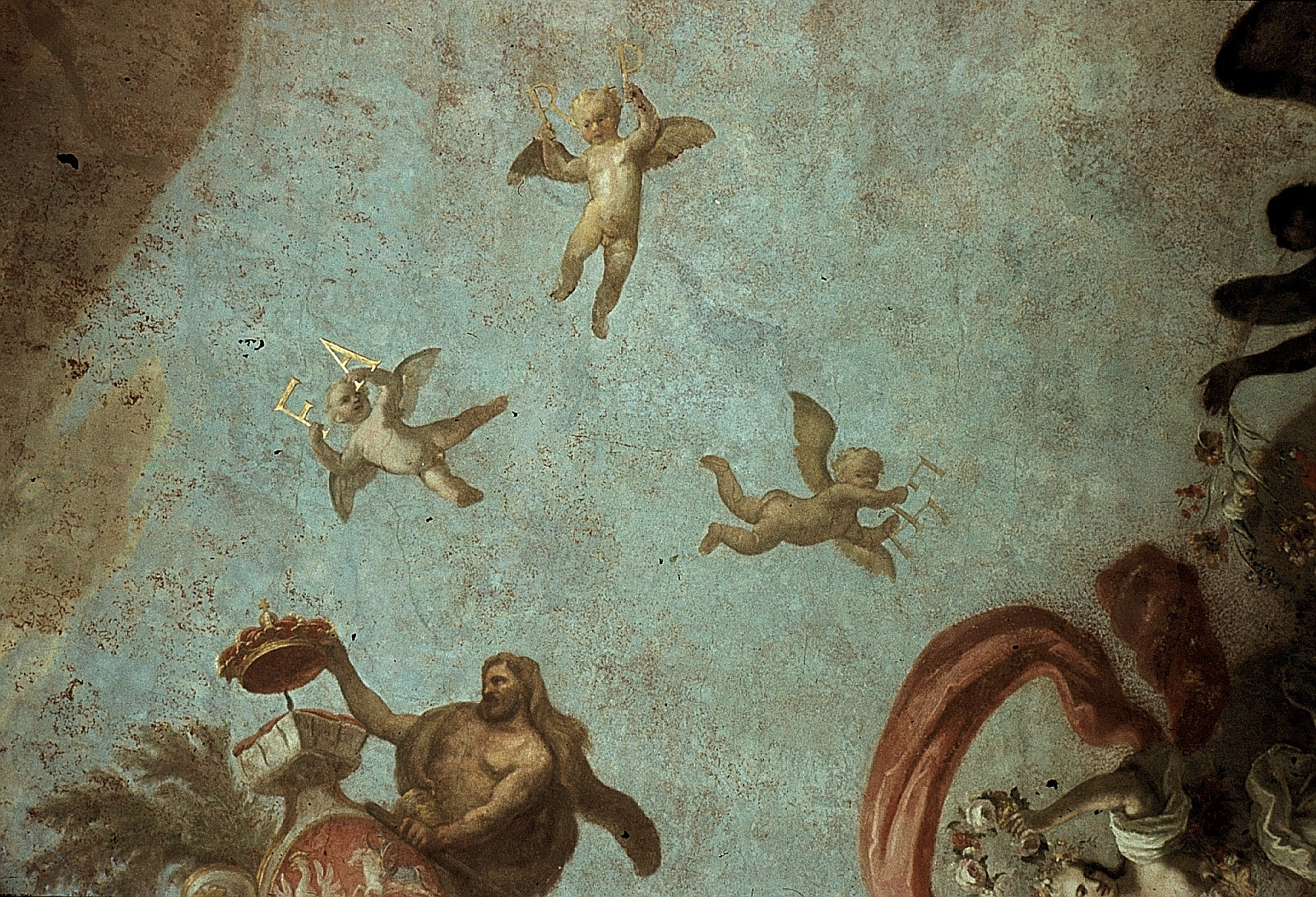
Putten mit den Initialen

Im Zentrum steht Herkules, der das sächsisch-polnische Wappen krönt. Er ist in ein Löwenfell gekleidet und hält in seiner linken Hand seine Waffe, die Keule. In der rechten Hand hält er ein großes polnisch-sächsisches Wappenschild mit Kurhut und Krone geschmückt. Über Herkules schweben seitlich zwei Putten, die die Initialen des Königspaares tragen: FA für Friedrich August und EE für seine Gemahlin.

### Seitenräume
Die Gemälde der Nebenräume wurden auf einem Kupferstich des Jahres 1719 dargestellt. Zwischenzeitlich übertüncht, wurden diese bei der Zwingerrestaurierung 1924 bis 1936 von Paul Rößler wieder freigelegt; wobei entstandene Verluste weitgehend von Rößler wieder ergänzt wurden.

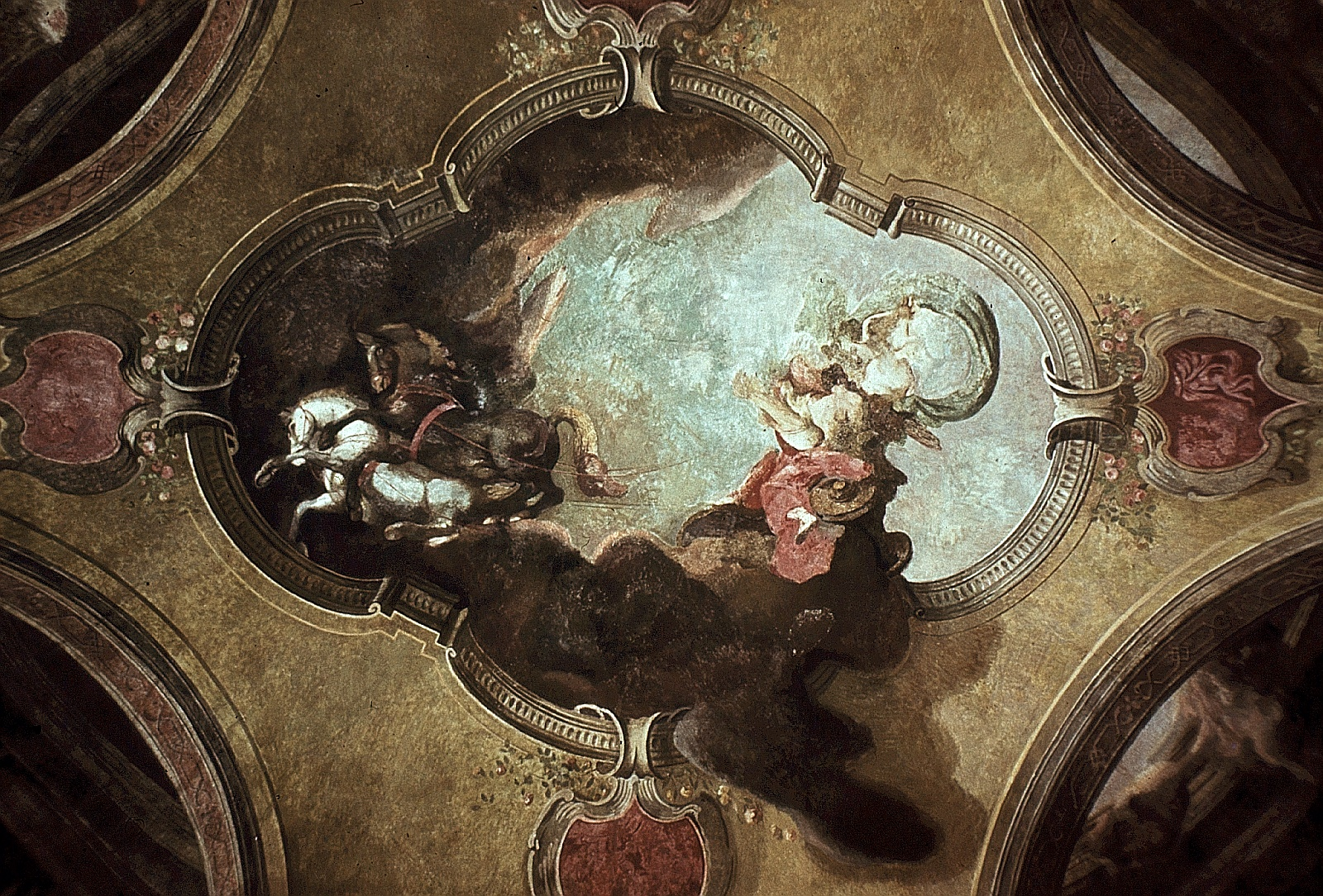
Apollo auf dem Sonnenwagen
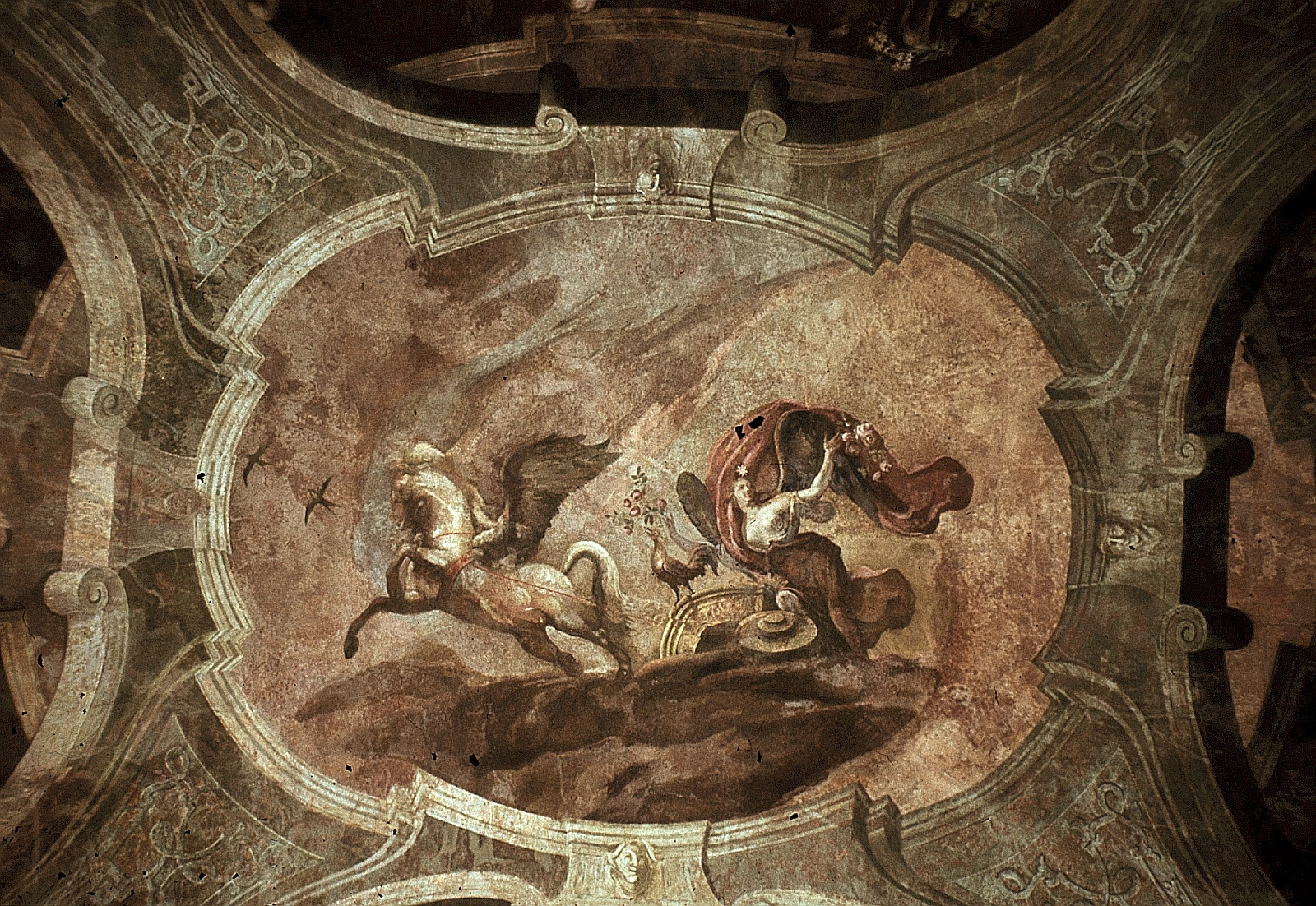
Triumph der Aurora